# Gelendzjik
Gelendzjik (ryska Геленджик) är en stad i Krasnodar kraj i Ryssland vid Svarta havet. Staden är ett populärt turistmål belägen vid en bukt och omgiven av berg (västra Kaukasus). Folkmängden uppgick 2017 till 74 887 personer. Putins palats ligger söder om staden.